# Heinrich Keller
Heinrich Keller un écrivain et sculpteur suisse né à Zurich le 6 février 1771 et mort à Rome le 21 décembre 1832.

## Biographie
Heinrich Keller naît le 6 février 1771 à Zurich, dont il est également originaire. Il est le fils aîné de l'homme politique et collectionneur d'art Hans Kaspar Keller.  
En 1789, il entreprend des études de droit à Berne. En 1791, il fait la connaissance du sculpteur Joseph Maria Christen et le suit comme apprenti à Stans et Lucerne. 
En 1794, il se rend à Florence, puis à Rome, où il s'installe définitivement en tant que sculpteur indépendant, ne revenant en Suisse qu'à deux reprises, en 1805 et 1822. Son cercle de connaissances comprenait les archéologues Jörgen Zoega et Carl Ludwig Fernow, le sculpteur Bertel Thorvaldsen, les peintres Asmus Jacob Carstens et Angelica Kauffmann, et l'écrivaine Friederike Brun. Il se convertit au catholicisme et se marie à Rome avec Clementina Tosetti en 1798.
La même année paraissent ses premières élégies dans le Musenalmanach[réf. nécessaire]. À partir de 1803, en raison d'un accident et de problèmes de santé, il se consacre de plus en plus à l'écriture et au commerce du marbre. Il se fait également un nom comme journaliste et auteur de guides d'art, comme poète et dramaturge et comme traducteur[réf. nécessaire]. 
Il est nommé secrétaire-interprète de la Congrégation pour la propagation de la foi en 1804. En 1810, il devint membre de la Académie pontificale romaine d'archéologie et également membre correspondant de la Société archéologique danoise.
Il meurt le 21 décembre 1832 à Rome.

## Œuvres

### Sculptures
- Diomedes mit dem Palladium, 1796,
- Atalanta, 1796-1820,
- Geburt der Venus, 1799.

### Drames
- Ines del Castro, 1808,
- Judith, 1809,
- Vaterländische Schauspiele, 3 vol., 1813-1816,
- Trauerspiele, 1816.